# Nadorst
Nadorst ist ein Stadtteil der niedersächsischen Großstadt Oldenburg (Oldb). Er erstreckt sich im Norden der Stadt entlang der gleichnamigen Nadorster Straße, die eine der meistbefahrenen Straßen Oldenburgs ist.
In Nadorst gibt es insbesondere an den Hauptstraßen neben dem Oldenburger TÜV eine Reihe von Tankstellen, aber auch Arztpraxen, Restaurants, Cafés, Supermärkte, Autohäuser und Bürofachgeschäfte. Die große Angebotsvielfalt ist somit ein Charakteristikum Nadorsts. In Nadorst wohnen viele Menschen in Mehrfamilienhäusern, an der Straße Eßkamp und einigen anderen Straßen gibt es auch viele Einfamilienhäuser.

## Name
Die Entstehung des Namens Nadorst ist noch unklar. Als Möglichkeit besteht, dass sich der Name von ‚Nachdurst‘ ableitet. Im Gebiet Nadorst eröffnete bereits 1600 die erste Gastwirtschaft. Der Germanist Matthias Kramer sieht in seinem 1719 erschienenen Wörterbuch „Nachdurst (nach dem Gesöffe)“ als „Nadorst“. Der Schriftsteller Karl Julius Weber schrieb 1828 in seinem Reisebericht über Oldenburg und seine Umgebung: „Auch Nadorst wird besucht, das seinen Namen von denen aus der Stadt kommenden Landleuten hat, die hier schon wieder einkehren, weil sie der Nachdurst plagt.“ Diese Erklärung scheint vor dem Hintergrund plausibel, dass der Pferdemarkt, auf dem Pferdehandel betrieben wurde, im Süden von Nadorst liegt und sich die Landbevölkerung nach erfolgreichem Handel mit gefüllten Taschen nach Norden auf den Heimweg machte. Karl Andresen geht in seiner 1876 publizierten Volksetymologie allerdings davon aus, dass der Name sich von Nordhorst, was so viel wie im Norden gelegener Wald bedeutet, ableitet.

## Geschichte und Entwicklung des Stadtteils
1782 wird Nadorst (in dieser Schreibung) als Dorf in der Hausvogtey Oldenburg bezeichnet.
Um 1840 war Nadorst ein Dorf im Kirchspiel Oldenburg mit 64 Häusern, in denen 509 Einwohner lebten. Bei der Volkszählung 1864 ergaben sich 140 Haushaltungen in 94 Häusern mit 682 Einwohnern.
Im Jahr 1885 richtete eine Windhose in Nadorst großen Schaden an. 12 Häuser wurden unbewohnbar.
Am Stiller Weg, Standort des Bürgerbüros Nord sowie des TÜV, stand einst einer der beiden Galgen Oldenburgs. Der andere befand sich in der Straße Ewigkeit im Stadtteil Kreyenbrück.
Sanierungsgebiet Untere Nadorster Straße
Die Stadt Oldenburg legte das Teilgebiet von knapp 13 Hektar um den südlichen Teil der  Nadorster Straße, also den zum Pferdemarkt hin gelegenen Teil dieses Stadtteils, als Sanierungsgebiet „Untere Nadorster Straße“ fest. Es seien „vielfältige städtebauliche Missstände festzustellen. Leerstände und Mindernutzungen zeugen von einem drohenden Funktionsverlust des Versorgungsstandortes. Darüber hinaus sind im Untersuchungsgebiet vielfältige funktionale und gestalterische Mängel im öffentlichen Raum auszumachen, die negativ auf die Aufenthaltsqualität im Untersuchungsgebiet ausstrahlen. Auch im privaten Außenraum sind bauliche und gestalterische Mängel zu beobachten (Sanierungsstau, massive Werbeanlagen).“ Das Land Niedersachsen nahm es in sein Programm „Lebendige Zentren - Erhalt und Entwicklung der Stadt- und Ortskerne“ auf. Dies bedeutet, dass Modernisierungs- und Instandsetzungsmaßnahmen an Wohn- und Geschäftsgebäuden gefördert werden können. Als Ziel formuliert die Stadt Oldenburg:
 Innerhalb der nächsten Jahre soll die Nadorster Straße so umgestaltet und aufgewertet werden, dass sie von den Bürgerinnen und Bürgern vor Ort als attraktives und identitätsstiftendes Stadtteilzentrum wahrgenommen wird. Durch verkehrliche Optimierungen und gestalterische Aufwertungen im öffentlichen Raum soll ein Ort geschaffen werden, der alle Nutzerinnen und Nutzer sowie alle Mobilitätsformen ausgewogen berücksichtigt und der Funktion eines Stadtteilzentrums gerecht wird.
Insgesamt strebt das Programm „die Stärkung von zentralen Versorgungsbereichen an, die durch Funktionsverluste, insbesondere gewerblichen Leerstand, bedroht oder betroffen sind. Im Vordergrund stehen dabei die Erhaltung und Entwicklung dieser Bereiche als Standorte für Wirtschaft und Kultur sowie als Orte zum Wohnen, Arbeiten und Leben.“ Gesamtinvestitionen von 8,5 Millionen Euro sind geplant. Die Verwirklichung soll um 2025 abgeschlossen sein.

## Verkehr
Die Buslinien 301 (Richtung Ofenerfeld), 304 (Richtung Ofenerdiek), 324 (Richtung Ostring) der Oldenburger Verkehr und Wasser sowie die Linie 340 (Richtung Jaderberg / Wiefelstede) von Weser-Ems-Bus stellen die ÖPNV-Anbindung Nadorsts sicher.
Über eine Abfahrt der als Nordtangente bezeichneten Kreisstraße 347 ist Nadorst an die westlich von Oldenburg führenden Autobahnen A 293 und A 28 sowie die östlich der Stadt verlaufende A 29 angebunden. Die zentrale Verkehrsachse Nadorster Straße verbindet das Stadtzentrum mit den weiteren Stadtteilen Ofenerdiek und Etzhorn.
Historische Entwicklung
Die Straße von Oldenburg nach Nadorst, als Chaussee bezeichnet, wurde 1831 fertiggestellt. Noch im Jahr 1831 wurde in einer Regierungs-Bekanntmachung festgelegt, dass die Unterhaltung dieser vom Oldenburger Heiligen-Geist-Kirchhof bis Nadorst führenden und „mit Steinschlag belegten Chausseestrecke aus einem Wegegeld bestritten“ werden soll. Zur Erhebung wurden für die verschiedenen Nutzungen Tarife festgelegt, wie für „Reisewagen, beladene Wagen, Kutsche für jedes Pferd 2 Grote“. Zu Verstößen heißt in der Bekanntmachung: „Derjenige, der das Weggeld defraudiren sollte, wird polizeylich mit Geld oder Gefängnis bestraft.“ Als Einnehmer wurde der Wirt Hilbers in Nadorst beauftragt. Die Straßen von Nadorst über Etzhorn, Wahnbek nach Loy wurde von den betroffenen Gemeinden „unter Beihülfe des Staates“ von 1875 an gebaut. Heute heißen diese Straßen Nadorster Straße, Etzhorner Weg und Butjadinger Straße.